# Sara Alexandrowna Doluchanowa
Sara Alexandrowna Doluchanowa (russisch Зара Александровна Долуханова, armenisch Զարուհի Դոլուխանյան, Saruhi Doluchanjan; * 5. März 1918 in Moskau; † 4. Dezember 2007 ebenda) war eine russische Kontraltistin. Ab etwa 1965 wechselte sie in das Fach Mezzosopran. In späteren Jahren arbeitete Doluchanowa auch als Gesangslehrerin und -professorin, ab 1972 am Gnesin-Konservatorium.

## Leben und Werk
Sara Makarjan wurde 1918 als Kind armenisch-kurdischer Eltern in Moskau geboren. Ihre Mutter Jelena Makarjan war ebenfalls ausgebildete Sängerin, ihr Vater war Ingenieur und begeisterter Flöten- und Klarinettenspieler. Schon als Kind lernte Doluchanowa an der Musikschule das Violin- und Klavierspiel.
Von 1934 bis 1938 studierte Doluchanowa an der Gnesin-Musikschule in Moskau. Im selben Jahr ging sie dann zu weiteren Ausbildungen nach Jerewan, wo sie Schülerin des Pädagogen, Komponisten und Pianisten Alexander Doluchanian wurde. 1941 debütierte sie am Opern- und Ballett-Theater Jerewan. Nach dem Zweiten Weltkrieg ging Sara Doluchanowa zusammen mit ihrem Mann – sie hatte ihren Lehrer und Mentor kurz zuvor geheiratet – zurück nach Moskau. Dort startete sie eine erfolgreiche Karriere als Konzert- und Rundfunksängerin. 1949 gewann sie den ersten Preis beim Gesangswettbewerb des Weltjugendfestes in Budapest. 1950 feierte man ihre Kunst des Bach-Gesangs bei den Feierlichkeiten zum 200. Todestag von Johann Sebastian Bach in Leipzig. Ab 1959 trat Doluchanowa weltweit in Konzerten auf. Für eine Künstlerin der Sowjet-Ära hatte Doluchanowa ungewöhnlich viele Auftritte im westlichen Ausland. Sie gab 1959 ihr „West-Debüt“ in der New Yorker Carnegie Hall und unternahm mehrfach Tourneen durch den United Kingdom, durch Skandinavien, Japan, Neuseeland und Latein-Amerika.
Sie wurde insbesondere als Bach- und Händelinterpretin als auch als Fachfrau für die schwierigen Koloraturaltpartien in den Opern von Gioachino Rossini bekannt, die sie konzertant, in Rundfunkkonzerten wie in Schallplattenaufnahmen meisterhaft intonierte. Ab 1968 arbeitete Doluchanowa vorwiegend im pädagogischen Bereich. Seit 1972 unterrichtete sie am Gnesin-Konservatorium in Moskau und bekleidete dort von 1980 bis 1985 eine Professur. Ihre Gesangskarriere setzte sie mit gelegentlichen Konzerten bis zu Beginn der 1980er Jahre fort.

## Ehrungen
1952 wurde Doluchanowa zur Volkskünstlerin der armenischen Sowjetrepublik, im selben Jahr auch zur Volkskünstlerin der russischen Sowjetrepublik und im Jahr 1990 zur Volkskünstlerin der UdSSR ernannt. 1966 erhielt sie den Leninpreis. Sie war im Jahr 1975 Preisträgerin des Robert-Schumann-Preises der Stadt Zwickau.